# Pygocentrus piraya
La piraña de San Francisco (Pygocentrus piraya) es una especie de pez caraciformes de la familia Characidae.

## Morfología
Los machos pueden llegar a alcanzar los 40 cm de longitud  total y 3,175 kg de peso.

## Hábitat
Es un pez de agua dulce y de clima tropical.

## Distribución geográfica
Se encuentran en Sudamérica, en la cuenca del río San Francisco, en Brasil.